# Grote dennenprachtkever
De grote dennenprachtkever  (Chalcophora mariana) is een kever uit de familie van de  prachtkevers (Buprestidae)

## Beschrijving
Met een lengte van 24 tot ongeveer 30 millimeter is dit een van de grootste soorten prachtkevers in Europa. De kleur is bruin tot bruingrijs, met een parelmoerachtige glans op de dekschilden. Het lichaam is ovaal en vrij plat, de dekschilden hebben kleine lengtegroefjes en eindigen in een punt. Over de bovenzijde lopen lichtere lengtestrepen, op de dekschilden zijn vaak vier lichtere vlekken aanwezig. De pootjes en antennes zijn klein evenals de ronde ogen die vooraan de kop zitten net achter de antennes. De combinatie van de ogen die vooraan de kop zitten, kleine pootjes en antennes en met name de wat gekielde, in een punt eindigende dekschilden doen de kever wat aan een cicade denken.

## Algemeen
De larven leven bij voorkeur in staande, recentelijk afgestorven dennenbomen, geen liggende rottende exemplaren. Omdat dode staande bomen ongewenst zijn in bossen worden deze weggehaald waardoor de kever in grote delen van zijn verspreidingsgebied achteruit gaat. De dennenprachtkever komt niet voor in Nederland, maar is meer algemeen in oostelijk Europa in dennenbossen, en is te zien van mei tot augustus. De kever is warmteminnend en eenmaal opgewarmd snel en alert, bij het minste of geringste vliegt de kever op.

## Ontwikkeling
De larve is wormachtig, maar heeft ronde, kraalachtige segmenten, een sterk verdikte 'kop' (dit is eigenlijk het borststuk) met zwarte kaken en een dunne achterzijde van het lichaam. De vraatgangen zijn plat maar breed en de larve verpopt vlak onder de schors. De ontwikkeling van de larve duurt drie tot zes jaar.